# Javier Fernández (Fußballspieler)
Javier Fernández (* 22. Februar 1988 in Torre del Mar) ist ein spanischer Fußballspieler.

## Karriere
Fernández spielte in Spanien für CD Toledo und FC Algeciras, bevor er 2014 zu Mumbai City FC wechselte. Nach wenigen Einsätzen zog es ihn weiter, zwei Mal nach Gibraltar und zu weiteren unterklassigen spanischen Vereinen.